# Aue-Bad Schlema
Aue-Bad Schlema je velké okresní město v německé spolkové zemi Sasko. Nachází se v zemském okrese Krušné hory. Žije zde přibližně 20 tisíc obyvatel a je tak největším městem okresu. 

## Historie
Velké okresní město s názvem Aue-Bad Schlema vzniklo k 1. lednu 2019 sloučením měst Aue a Bad Schlema.

## Geografie
Leží zhruba 15,5 km vzdušnou čarou na sever od českých hranic, jihovýchodně od města Zwickau, v údolí řeky Zwickauer Mulde.

### Sousední obce
Aue sousedí na severu s Hartensteinem a Lößnitzem, na východě s Lauter-Bernsbachem, na jihu s Bockau, na západě se Schneebergem a Bad Schlema, na jihozápadě s Zschorlau.

## Doprava
Stanice Aue i zastávka Bad Schlema leží na trati ze Zwickau do Johanngeorgenstadtu na české hranici. Deutsche Bahn zde provozují osobní vlaky v hodinovém taktu. Město má špatné napojení na dálkovou železniční dopravu, nejbližší obsluhované stanice jsou Gera Hbf a Leipzig Hbf.
Druhá trať z Aue ve směru na Adorf byla přerušena stavbou přehrady Eibenstock (1975) a přilehlý úsek byl přestavěn na cyklostezku. Úsek ve směru na Thalheim a Chemnitz je v současnosti (2019) bez osobní dopravy, ale předpokládá se jeho modernizace.